# Anna Foà
Anna Foà (16 de gener de 1876 - 1941?,1944?) va ser una entomòloga italiana, professora universitària que va ser expulsada de la seva càtedra per les lleis racials del feixisme italià.

## Biografia
Anna Foà, nascuda a Roma el 16 de gener de 1876, va ser la primogènita dels vuit fills que van tenir Massimo Foà, comerciant, i Ester Lates, ambdós jueus. Se sap poc de la seva vida, ni tan sols la data exacta de la seva mort, que va ser el 1944.
Va estudiar a la Universitat de Roma La Sapienza (aleshores Regia Università di Roma), on un dels seus professors va ser Giovanni Battista Grassi, investigador de la malària, amb qui va col·laborar fins a la mort d'ell, el 1925. A finals del segle xix, Grassi era un dels científics italians més destacats: el 1896 va rebre la medalla Darwin de la Royal Society per la seva recerca sobre l'organització social dels tèrmits i per haver identificat les fases de la metamorfosi de l'anguila. Grassi va ser qui va suggerir a Anna Foà que fes la tesina de llicenciatura sobre el polimorfisme sexual d'alguns àcars, un tema sobre el qual ella ja havia fet anteriorment un treball amb dos companys d'estudis.
L'estudi d'espècies polimorfes va ser un tema dominant en la recerca de Foà al llarg de la seva carrera professional. Quan ella va acabar els estudis, la descoberta del polimorfisme en moltes espècies era recent. El coneixement de l'alternança de generacions va posar de manifest que moltes formes que es creia que pertanyien a espècies diverses eren en realitat fases o formes diferents d'alguns organismes; era el cas dels pòlips i les meduses, dels ctenòfors, dels insectes socials amb aspecte diferent segons la seva funció, dels àcars que es reproduïen sexualment o per partenogènesi.
Després de la llicenciatura, Foà va començar a treballar en parasitologia. Primer va investigar sobre l'existència real d'uns suposats paràsits que l'histopatòleg Giuseppe Guarnieri i altres autors consideraven els agents causals de la varola bovina i de la verola humana. Alguns deien que els corpuscles que s'observaven en les pústules de la verola eren bacteris i d'altres, un protozou. Però, en els seus estudis, Foà observa que el suposat organisme –fos bacteri o protozou— es pot conservar en glicerina i en aigua destil·lada i resisteix la dessecació. Conclou que no són éssers vius paràsits, però no exclou que els corpuscles puguin contenir en el seu interior els veritables paràsits, invisibles amb els mitjans de què es disposava. Avui dia sabem que Foà anava encertada i que aquells corpuscles són agregats de partícules víriques, però la hipòtesi de Guarnieri va ser acceptada durant molt de temps.
Juntament amb Grassi va estudiar també alguns protozous presents a l'intestí dels tèrmits per tal d'aclarir la funció de la seva presència, que sembla indispensable per a l'insecte. i el 1905 li encarreguen coordinar una xarxa de recerca per combatre la fil·loxera. Per la seva experiència en la recerca sobre la fil·loxera, el 1917 el Govern italià la nomena delegada fitopatòlogica del Ministeri d'Agricultura, Indústria i Comerç per controlar les importacions i exportacions de plantes.
El 1920 guanya unes oposicions per a professora de sericicultura (cria del cuc de seda), que va tenir un gran desenvolupament a Itàlia fins a la primera meitat del segle xx, i es trasllada a l'Escola Superior d'Agricultura de Portici (Nàpols).
El 1924 és catedràtica de la Universitat de Nàpols, l'única jueva italiana que va ocupar una càtedra en aquell temps. Continua el seu treball de recerca i ensenyament fins al 1938, en què, les lleis racials del feixisme italià l'obliguen a abandonar sobtadament la universitat i tots els càrrecs oficials, fins i tot és expulsada de la Societat de Naturalistes de Nàpols. Des d'aleshores, Anna Foà roman en l'anonimat i no se sap de manera certa quan va morir. Segons Brunella Danesi, el 1941. Segons Sanhdra Linguerri, el 1944.

## La lluita contra la fil·loxera
El 1905, Foà va començar a fer treball de camp en un nou centre de recerca agrària Fauglia (Pisa), que va ser fundat per organitzar una campanya contra la fil·loxera, un insecte paràsit de la vinya que era originari d'Amèrica del Nord i encara poc conegut. Havia aparegut a França el 1863 i després es va estendre ràpidament per tot Europa amb efectes catastròfics per al cultiu de raïm. Grassi pensava que, per combatre aquesta plaga, calia trobar el punt feble en el seu cicle biològic. Ell mateix va traçar un pla sistemàtic, amb una recerca comparada d'espècies emparentades que també parasitaven (i encara parasiten) altres plantes com ara el roure, l'alzina i el pollancre. Foà, des de Fauglia coordinava la planificació i l'execució del projecte, tant les observacions com els experiments, dirigint un nombrós grup de col·laboradors, entre els quals hi havia algunes joves llicenciades. Una d'elles era Bianca Bonfigli que, per indicació de Grassi, havia centrat la seva tesi de llicenciatura en l'estudi de la fil·loxera del roure (Phylloxera quercus). El grup feia treball de camp per tot Itàlia per trobar-hi les formes alades de la fil·loxera, que es creia que tenien un paper fonamental en la difusió de la plaga. Quan en van trobar, van començar a criar-les en el laboratori, però alguns investigadors temien que els insectes poguessin escapar-se i posar en perill les vinyes de la Toscana. Això va fer decidir Grassi a destruir les plantacions experimentals de Fauglia i continuar el treball a Sicília i en el seu laboratori de Roma.
El treball d'Anna Foà va ser fonamental per reconstruir el cicle complet de desenvolupament de la fil·loxera de la vinya i per esbrinar els mecanismes de propagació de la plaga d'una planta a una altra. En va descriure les cinc formes diverses en què pot esdevenir adulta i els sistemes de reproducció (sexual o partenogenètica).
Entre 1907 i 1911 es van publicant els resultats de la recerca sobre la fil·loxera a la revista Rendiconti dell'Accademia dei Lincei i el 1912 es publica una densa monografia (421 pàgines) de la qual són autors Grassi, Foà i altres tres col·laboradors (Grandori, Bonfigli i Topi): Contributo alla conoscenza delle fillosserine ed in particolare della fillosserina della vite (Contribució al coneixement de les fil·loxeres i en particular de la fil·loxera de la vinya).

## Sericicultura
El 1920 Foà comença a treballar a l'Escola Superior d'Agricultura de Portici i el 1924 n'és nomenada catedràtica. La recerca que hi desenvolupa és completament diferent del que havia fet abans. I estudia el cicle de desenvolupament de la papallona de la seda (Bombyx mori) i els problemes del seu cultiu. A començament del segle XX Itàlia era un dels principals països europeus productors de seda. Molts pagesos cultivaven els cucs de seda per complementar els seus magres ingressos obtinguts en el conreu de la terra. En compraven els ous, que mantenien embolcallats amb roba i en un lloc càlid fins al moment de la seva eclosió. Alimentaven les larves amb fulles de morera i quan formaven els capolls i es formava la crisàlide, les feien morir assecant-les abans que es formés la papallona i es fes malbé la seda.
Els cultivadors de cucs de seda n'havien seleccionat diverses races que provenien de soques asiàtiques i europees; n'hi havia que només completaven un cicle vital en un any, però algunes podien donar dues o fins a tres generacions anuals. Els cultius podien fer-se malbé si eren atacats per paràsits. N'hi havia un, la nosema (Nosema bombycis, un protozou microsporidi), que era especialment insidiós perquè matava les larves cap al final de seu desenvolupament, quan el cicle era quasi complet i els cultivadors hi havien esmerçat temps i diners.
Foà va estudiar el cicle biològic de Nosema bombycis i va treballar en la selecció de races de papallona amb dues generacions anuals que consumissin menys morera i fossin més resistents als atacs dels paràsits, tenint en compte també els factors ambientals més eficaços per augmentar-ne la productivitat. A més del treball de camp, també feien estudis embriològics en el laboratori, però a final de la dècada de 1920 ella va haver de deixar la recerca al microscopi per greus problemes de visió. Va publicar el seu últim article sobre els cucs de seda el 1937.